# Hípaso de Pelene
En la mitología griega, Hípaso ( Ἴππασος / Híppasos) es un soberano de la polis de Pelene (Acaya). Cabe la posibilidad de que sea un hijo de Pélope e Hipodamía. Probablemente Hípaso perteneciese a la estirpe de los Eólidas, por su estrecha relación con los argonautas.
Hípaso es nombrado en la mitología tan solo como el padre de uno o varios argonautas. Tomando en cuenta todas las fuentes en su conjunto, estos argonautas fueron: 
- Asterio[3] (o Asterión),[4] de Palene (refiriéndose a Pelene).[3] Otros dicen que su padre fue Hiperasio.[4]
- Anfión, citado siempre como hermano del anterior.[4][3] Otros dicen que su padre fue Hiperasio.[4]
- Áctor, citado vagamente como «del Peloponeso».[5][6] Probablemente identificado con Áctor hijo de Deyón.[7]
- Ífito de Fócide.[8] Otros dicen que su padre fue Náubolo.[8]
- Náubolo, también de Fócide.[9] Otros dicen que su padre fue Órnito.[5]